# 瓜尔达米廖
瓜尔达米廖（義大利語：Guardamiglio），是意大利洛迪省的一个市镇。总面积10平方公里，人口2707人，人口密度270.7人/平方公里（2009年）。ISTAT代码为098029。